# Tina Engel

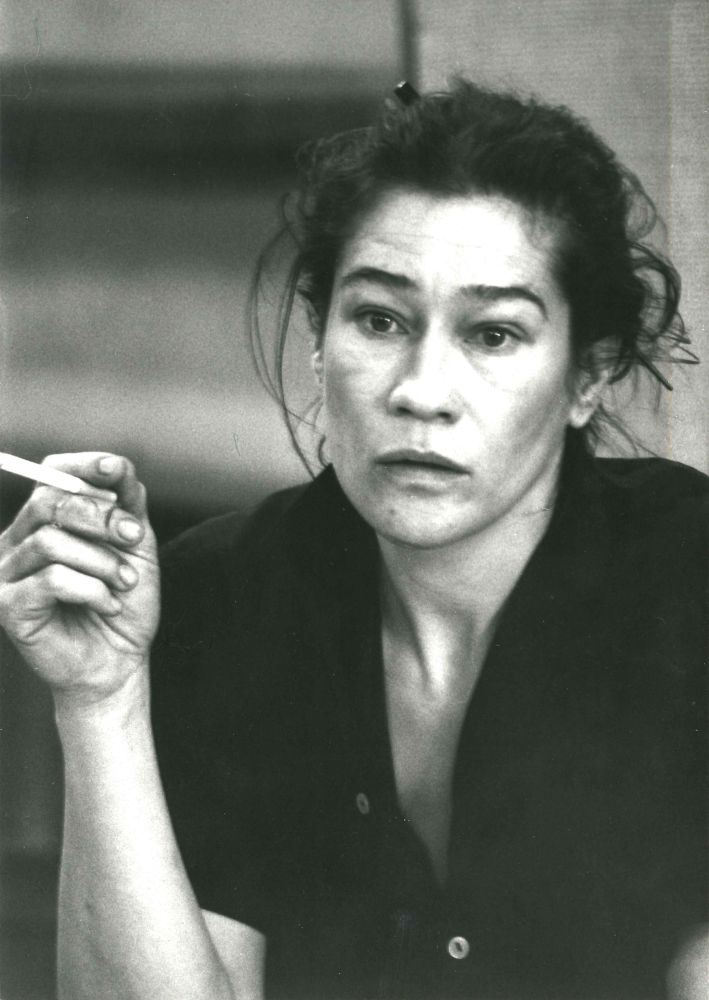
Tina Engel (1990), Aufnahme von Werner Bethsold

Tina Engel (* 6. April 1950 in Hannover) ist eine deutsche Schauspielerin und Theaterregisseurin.

## Biografie
Sie besuchte von 1967 bis 1970 die Hochschule für Musik und Theater Hannover. Ihr Schauspieldebüt gab sie am Schleswig-Holsteinischen Landestheater in Rendsburg. Weitere Stationen ihrer Bühnenlaufbahn waren das Stadttheater Bielefeld und das Theater am Neumarkt Zürich. Von 1976 bis 2000 gehörte sie zum Ensemble der Berliner Schaubühne. Seither ist sie freischaffend und seit 2001 führt sie zudem Regie, unter anderem in Stuttgart, Zürich, am Berliner Renaissance-Theater und am Hamburger Ernst Deutsch Theater. Ihre deutsche Erstaufführung von Flavia Costes Dramödie „Nein zum Geld“ im Renaissance-Theater am 30. März 2019 erhielt sehr gute Besprechungen.
An der Schaubühne übernahm sie zahlreiche Rollen, darunter die Celia in Wie es euch gefällt (1977), die Emmi in Nicht Fisch, nicht Fleisch von Franz Xaver Kroetz (1981), die Natascha in Drei Schwestern von Anton Tschechow (1987) und die Irene Herms in Arthur Schnitzlers Der einsame Weg (1991). Am Renaissance-Theater Berlin stand Tina Engel ab November 2010 in dem Stück Blütenträume von Lutz Hübner als Schauspielerin auf der Bühne.
Tina Engel wirkte in mehreren Filmen mit. Für ihre darstellerische Leistung in Margarethe von Trottas Das zweite Erwachen der Christa Klages erhielt sie 1978 das Filmband in Gold. In Volker Schlöndorffs Romanverfilmung Die Blechtrommel verkörperte sie Oskar Matzeraths Großmutter, die einen Brandstifter unter ihren Röcken versteckt und dabei geschwängert wird. Im Fernsehen ist sie vor allem in Krimiserien zu sehen.
Seit Anfang der 2000er Jahre ist Tina Engel auch als Malerin tätig.

## Filmografie (Auswahl)
- 1975: Konfrontation
- 1976: Der Gehülfe
- 1978: Das zweite Erwachen der Christa Klages
- 1979: Trilogie des Wiedersehens (TV)
- 1979: Groß und klein (TV)
- 1979: Die Blechtrommel
- 1981: Das Boot ist voll
- 1983: Klassen Feind
- 1986: Väter und Söhne – Eine deutsche Tragödie (TV-Serie)
- 1988: Die Verlockung
- 1990: Die Kinder (TV-Serie)
- 1991: Der einsame Weg (TV)
- 1993: Der Kinoerzähler
- 1995: Das Versprechen
- 1995: Mit verbundenen Augen (TV)
- 1996: Und keiner weint mir nach
- 2000: WerAngstWolf
- 2000: Meine Tochter darf es nie erfahren (TV)
- 2000: Das Psycho-Girl (TV)
- 2001: Tatort – Kindstod (TV)
- 2002: Mord im Haus des Herrn (TV)
- 2003: Tatort – Harte Hunde (TV)
- 2003: Tatort – Sag nichts (TV)
- 2003: Affäre zu dritt (TV)
- 2003: Der Fall Gehring (TV)
- 2004: Erbsen auf halb 6
- 2004: Außer Kontrolle (TV)
- 2004: SOKO Leipzig – Der Auftragsmord (TV)
- 2004: Das Duo – Bauernopfer
- 2005: Tatort – Wo ist Max Gravert? (TV)
- 2005: Ricordare Anna
- 2005: Der Bulle von Tölz: Der Weihnachtsmann ist tot
- 2005: Der Elefant – Mord verjährt nie (TV-Serie, Folge Spiegelbilder)
- 2006: Typisch Sophie – Ritterspiele (TV)
- 2006: Die Cleveren – Der Todeskuss (TV)
- 2006: Mafalda di Savoia (TV-Serie)
- 2007: Die Sterneköchin
- 2007: Tatort – Racheengel (TV)
- 2007: Tatort – Schleichendes Gift (TV)
- 2008: Im Gehege (TV)
- 2008: Treuepunkte
- 2009: SOKO Leipzig – Herbststurm (TV)
- 2009: Nachtschicht – Wir sind die Polizei (TV-Reihe)
- 2010: Polizeiruf 110 – Fremde im Spiegel
- 2011: Gottes mächtige Dienerin
- 2011: Dschungelkind
- 2011–2012: Heiter bis tödlich: Fuchs und Gans (TV-Serie)
- 2014: Neufeld, mitkommen!
- 2014: In der Falle
- 2014: Morden im Norden – Der Nackte und der Tote
- 2015: SOKO Wismar – Dornröschenschlaf
- 2015: SOKO Köln – Zombie mit Sahne
- 2015: Brief an mein Leben (TV)[5]
- 2016: Tatort – Der hundertste Affe (TV)
- 2017: Der namenlose Tag
- 2018: Der Kroatien-Krimi: Messer am Hals
- 2019: Meine Nachbarn mit dem dicken Hund
- 2020: Letzte Spur Berlin – Memory (TV)
- 2022: Karla, Rosalie und das Loch in der Wand
- 2022: Rosamunde Pilcher: Die Elster und der Kapitän
- 2023: Bettys Diagnose – Unter Beobachtung (TV)
- 2023: Nächste Ausfahrt Glück – Familienbesuch (TV)

## Theater
- 1993: William Shakespeare: Coriolan (Valeria) – Regie: Deborah Warner (Salzburger Festspiele – Felsenreitschule)

## Hörspiele (Auswahl)
- 1982: William Shakespeare, Rolf Schneider: Lear, König, Komposition: Helge Jörns, Regie: Rolf Schneider (SFB/SWF)
- 1983: Michael Gaida: Triebwerk, Regie: Robert Matejka (Kunstkopf, RIAS Berlin)
- 1983: Ria Endres: Freistil für Damen, Regie: Ellen Hammer (WDR)
- 1984: Arthus C. Caspari: Das Verhör des Spinoza, Komposition: Friedrich Scholz, Regie: Robert Matejka (RIAS)
- 1985: Martin Burckhardt, Hans Peter Kuhn: Rush/Hour, Regie: Hans Peter Kuhn (BR)
- 1985: Yves-Fabrice Lebeau: Das Fossil, Regie: Michael Gaida (WDR)
- 1987: Howard Barker: Gemälde einer Schlacht, Regie: Roy Kift (RB/RIAS/SWF)
- 1987: Ingomar von Kieseritzky: Frauenlos, Regie: Karin Bellingkrodt (SFB/ORF)
- 1988: Arthus C. Caspari: Kein Märtyrer für die Revolution, Regie: Robert Matejka (RIAS)
- 1988: Benno Pludra: Das Herz des Piraten, Komposition: Klaus Buhlert, Regie: Jörg Jannings (RIAS/RB)
- 1990: Detlef Michel: Der letzte Wähler, Komposition: Peter Kaiser, Regie: Bärbel Jarchow-Frey (RIAS)
- 1992: John O’Hara: Die Verabredung in Samarra, Komposition: Arpad Bondy, Bearbeitung und Regie: Alfred Behrens (HRSWF/NDR)
- 1993: Jelena Gremina: Mein schwarzer Prinz, Regie: Karin Bellingkrodt (SFB)
- 1994: Viola Altrichter: Ürüng-Uolan und Nurullan Ko, Komposition: Andreas Weiser, Regie: Ulrike Brinkmann (DLR)
- 1995: Sam Snape: Pflegefall, Bearbeitung und Regie: Klaus-Michael Klingsporn (DLR/DRS)
- 1998: Éric-Emmanuel Schmitt: Der Freigeist, Komposition: Wolfgang Florey, Regie: Jörg Jannings (MDR)
- 1999: Ronald Steckel: Positionen, Regie: Ulrich Gerhardt (SWR)
- 1999: Ingomar von Kieseritzky: Schatzi oder dem Tier ist das Menschliche nicht fremd, Regie: Ulrich Lampen (SWR)
- 2003: Ronald Steckel: Stimmen aus dem Feuer, Komposition und Regie: der Autor (NDR/SFB/ORB)
- 2003: Jon Fosse: Morgen und Abend, Bearbeitung und Regie: Beate Andres (NDR)
- 2003: Carole Fréchette: Eine Perlenkette, Regie: Annette Kurth (WDR)
- 2004: Jiri Ort: Katja K., Regie: Christoph Pragua (WDR)
- 2005: Andres Veiel, Gesine Schmidt: Der Kick, Regie: Martin Zylka (RBB/SWR)
- 2006: Dunja Arnaszus: Nebeneinander Gehen, Regie: Christine Nagel (DLF)
- 2006: Günter Eich: Träume (Neuinszenierung) Der  fünfte Traum, Regie: Bernadette Sonnenbichler (NDR)
- 2006: Rafik Schami: Die dunkle Seite der Liebe, Komposition: Henrik Albrecht, Regie: Claudia Johanna Leist (WDR)
- 2008: Michel Vinaver: Werke und Tage, Regie: Ulrich Lampen (RBB)
- 2008: Mario Göpfert: Steppenwind und Adlerflügel (nach dem Kinderbuch von Xavier-Laurent Petit), Regie: Christine Nagel (Kinderhörspiel – DKultur)
- 2009: Mike Stott: Chloé, Regie: Petra Feldhoff (WDR)
- 2011: Per Petterson: Ich verfluche den Fluss der Zeit, Bearbeitung und Regie: Götz Fritsch
- 2012: Marlene Streeruwitz: Die Preisträgerinnen, Komposition: Philip Stegers, Regie: Bernadette Sonnenbichler (SWR)
- 2013: David Foenkinos: Souvenirs, Bearbeitung und Regie: Martin Heindel (NDR)
- 2014: Mario Göpfert: Sonnenglut und Wüstenpferd, Regie: Christine Nagel (Kinderhörspiel – DKultur)
- 2015: Sibylle Lewitscharoff: Vogelzug, Komposition: Martina Eisenreich, Regie: Bernadette Sonnenbichler (SWR)
- 2015: Ethel Lina White: Die Wendeltreppe – Bearbeitung und Regie: Regine Ahrem (Kriminalhörspiel, Kunstkopf – RBB)
- 2016: John Dos Passos: Manhattan Transfer, Komposition: Hermann Kretzschmar, Regie: Leonhard Koppelmann (SWR/D-Kultur)